# Lebón & Co.
Lebón & Co es el décimo cuarto álbum de estudio de David Lebón, lanzado el 10 de mayo de 2019 por Sony Music.
El ex Serú Girán interpretó algunas canciones históricas de su extensa carrera con el agregado de ser versiones renovadas que cuentan con la participación de artistas de la talla de Ricardo Mollo, Andrés Calamaro, Fito Páez, Pedro Aznar y Carlos Vives, entre otros.
Este trabajo fue producido por Gabriel Pedernera, de Eruca Sativa, y se transformó en uno de los más exitosos de la carrera de Lebón, recibiendo seis Premios Carlos Gardel en 2020, incluido el "Gardel de Oro".

## Lista de temas
1. "Puedo sentirlo" (con Julieta Venegas)
2. "Dejá de jugar" (con Coti)
3. "Hola dulce viento" (con Emmanuel Horvilleur)
4. "Casas de arañas" (con Lisandro Aristimuño)
5. "Hombre de mala sangre" (con Pedro Aznar)
6. "Tu llegada" (con Leiva)
7. "Mundo agradable" (con Ricardo Mollo)
8. "Parado en el medio de la vida" (con Andrés Calamaro)
9. "Dos edificios dorados" (con Eruca Sativa)
10. "Llorar de amor" (con Carlos Vives)
11. "Suéltate rock and roll" (con Polifemo)
12. "El tiempo es veloz" (con Fito Páez)

## Posicionamiento en listas
| Listas (2019)     | Mejor posición |
| ----------------- | -------------- |
| Argentina (CAPIF) | 1              |
| Listas (2020)     | Mejor posición |
| Argentina (CAPIF) | 1              |

## Enlaces
- “Lebón & Co.”, David Lebón - Spotify
- David Lebón en Facebook
- Videoclip de "El Tiempo Es Veloz ft. Fito Paez"
- Videoclip de "Llorar de Amor ft. Carlos Vives"

- Datos: Q85873006